# Panik i Needle Park
Panik i Needle Park (originaltitel: The Panic in Needle Park) är en amerikansk dramafilm från 1971 i regi av Jerry Schatzberg och med Al Pacino i huvudrollen.

## Rollista
| Al Pacino           | – Bobby                     |
| Kitty Winn          | – Helen Reeves              |
| Alan Vint           | – Narcotics Detective Hotch |
| Richard Bright      | – Hank                      |
| Kiel Martin         | – Chico                     |
| Michael McClanathan | – Sonny                     |
| Warren Finnerty     | – Sammy                     |
| Marcia Jean Kurtz   | – Marcie                    |
| Raúl Juliá          | – Marco                     |
| Angie Ortega        | – Irene                     |
| Larry Marshall      | – Mickey                    |
| Paul Mace           | – Whitey                    |
| Nancy MacKay        | – Penny                     |
| Gil Rogers          | – Robins                    |
| Joe Santos          | – Detective DiBono          |
| Paul Sorvino        | – Samuels                   |